# Rameau musculaire du nerf radial
Les rameaux musculaires du nerf radial sont les branches collatérales motrices du nerf radial.

## Rameau médial
Le rameau musculaire médial innerve le chef médial du muscle triceps brachial. Il se trouve près du nerf ulnaire jusqu'au tiers inférieur du bras.

## Rameau postérieur
Le rameau musculaire postérieur naît du nerf radial dans le sillon entre le muscle triceps brachial et l'humérus.
Il se divise en filaments qui alimentent les chefs médial et latéral du muscle triceps brachial et le muscle anconé.
La branche de ce dernier muscle est un long filament mince, qui descend à travers la tête médiale du muscle triceps brachial.

## Rameaux latéraux
Les rameaux musculaires latéraux innervent le muscle brachio-radial, le muscle long extenseur radial du carpe et la partie latérale du muscle brachial.